# Chủ nhân và nô lệ (BDSM)

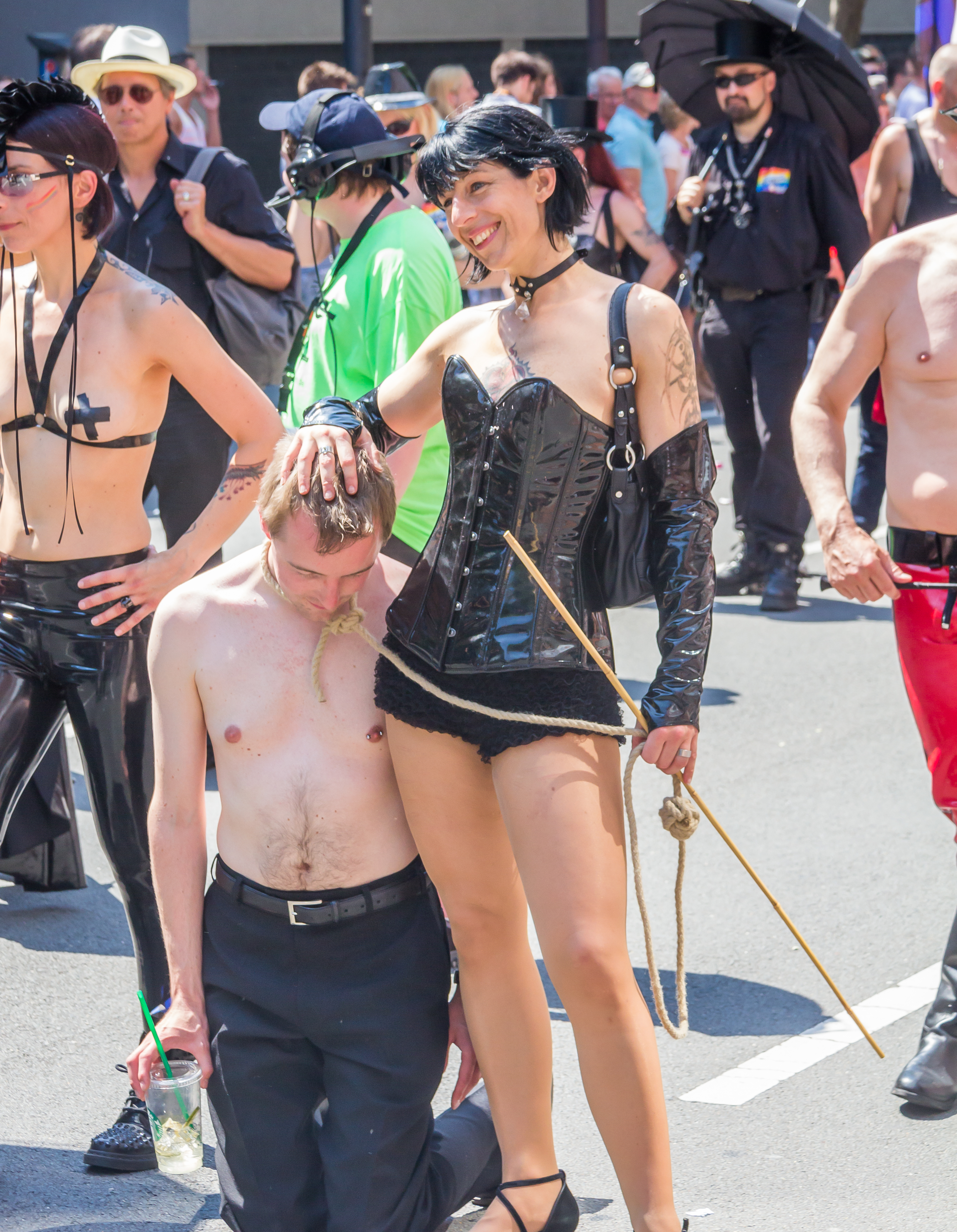
Một mistress với bộ coóc-xê mặc trên mình đang ở cùng một nam khổ dâm tại sự kiện Cologne Pride năm 2013.

Trong giới BDSM, thì Chủ nhân và nô lệ, bao gồm Boss và slv hoặc Mis và slv, là một mối quan hệ trong đó một người sẽ phục vụ người khác trong một mối quan hệ được cấu thành bởi sự trao đổi quyền kiểm soát một cách tự nguyện. Không giống như kiểu Kẻ thống trị và người phục tùng thường thấy trong BDSM mà ở đó tình yêu thường là giá trị cốt lõi, thì ở đây sự phục vụ và nghe lời mới là giá trị cốt lõi trong cơ cấu Chủ nhân và nô lệ. Người tham gia có thể thuộc về bất kỳ giới tính hay thiên hướng tình dục nào. Mối quan hệ kiểu này sử dụng thuật ngữ "nô lệ" (slave/slv) là bởi sự liên hệ của cụm từ này với quyền sở hữu của một người chủ đối với thân thể của nô lệ dưới dạng một tài sản hoặc vật sở hữu, mà trong giới BDSM Việt Nam họ thường được gọi thân thuộc là "chó" hoặc "chó cái". Ở đây, nam chủ nhân sẽ được gọi là "Boss", "Bull" hoặc "Chủ nhân", còn nữ chủ nhân nếu không gọi là "Mis" thì sẽ được gọi đầy đủ là "Mistress", điều này phụ thuộc vào việc họ xác định sẽ theo đuổi tiểu văn hóa đồ da hoặc đi theo con đường BDSM chuyên nghiệp, hay chỉ là sở thích đơn thuần.:27–30